# Iwagami-dōri
Pour les articles homonymes, voir Iwagami.
L'Iwagami-dōri (岩上通, Iwagami-dōri) est une voie du centre-ouest de Kyoto, dans les arrondissements de Nakagyō et Shimogyō. Elle débute à l'Oike-dōri et termine au Shiokōji-dōri (ja). Il s'agit de la suite sud du Yoshiyamachi-dōri.

## Description

### Situation
L'Iwagami-dōri est une rue du centre des arrondissements de Nakagyō et de Shimogyō,. Elle commence dans le quartier de Kamitomoe-chō (上巴町), est interrompue une première fois dans le quartier de Raikōdō-chō (来迎堂町), et termine dans celui de Sangengaeji-chō (三軒替地町). La rue débute à l'Oike-dōri, une des importantes artères est-ouest de la ville, sous laquelle passe le métro de Kyoto et est interrompue une première fois à Matsubara-dōri (ja) (松原通). Elle réapparaît une rue plus loin au Manjuji-dōri (ja) (万寿寺通), puis s'arrête de nouveau à Gojō-dōri (ja) (五条通). Elle réapparaît au Shimouonotana-dōri (下魚棚通) et termine au Shiokōji-dōri (ja) (塩小路通),,. Il s'agit d'une suite du Yoshiyamachi-dōri (葭屋町通), qui termine à Marutamachi-dōri (丸太町通), interrompue par le château de Nijō. Elle suit le Horikawa-dōri (ja) (堀川通) à l'est et précède l'Inokuma-dōri (ja) (猪熊通) à l'ouest.
La circulation se fait en sens unique du nord au sud. La rue fait environ 1 700 mètres de long, 1 400 si l'on s'arrête à Matsubara-dōri.

### Voies rencontrées
Du nord au sud, en sens unique. Les voies rencontrées de la droite sont mentionnées par (d), tandis que celles rencontrées de la gauche, par (g). Seules les rues ayant un nom sont listées.
1. Oike-dōri (御池通)[1]
2. Aneyakōji-dōri (姉小路通)[2]
3. Sanjō-dōri (ja) (三条通)
4. Rokkaku-dōri (六角通)[1]
5. Takoyakushi-dōri (蛸薬師通)
6. Nishikikōji-dōri (錦小路通)
7. Shijō-dōri (en) (四条通)
8. Ayanokōji-dōri (ja) (綾小路通)
9. Bukkōji-dōri (ja) (仏光寺通)
10. Takatsuji-dōri (ja) (高辻通)
11. Matsubara-dōri (ja) (松原通)[1] [interruption de la rue]
12. Manjuji-dōri (ja) (万寿寺通) [réapparition de la rue]
13. Gojō-dōri (ja) (五条通) [interruption de la rue]
14. Shimouonotana-dōri (下魚棚通) [réapparition de la rue]
15. Kizuyabashi-dōri (ja) (木津屋橋通)
16. Shiokōji-dōri (ja) (塩小路通)[3]

- Sources : (ja) Université Ritsumeikan Asia Pacific (en), « 近代京都オーバーレイマップ », sur Art Research Center,‎ 2024 (consulté le 9 février 2024).

### Transports en commun

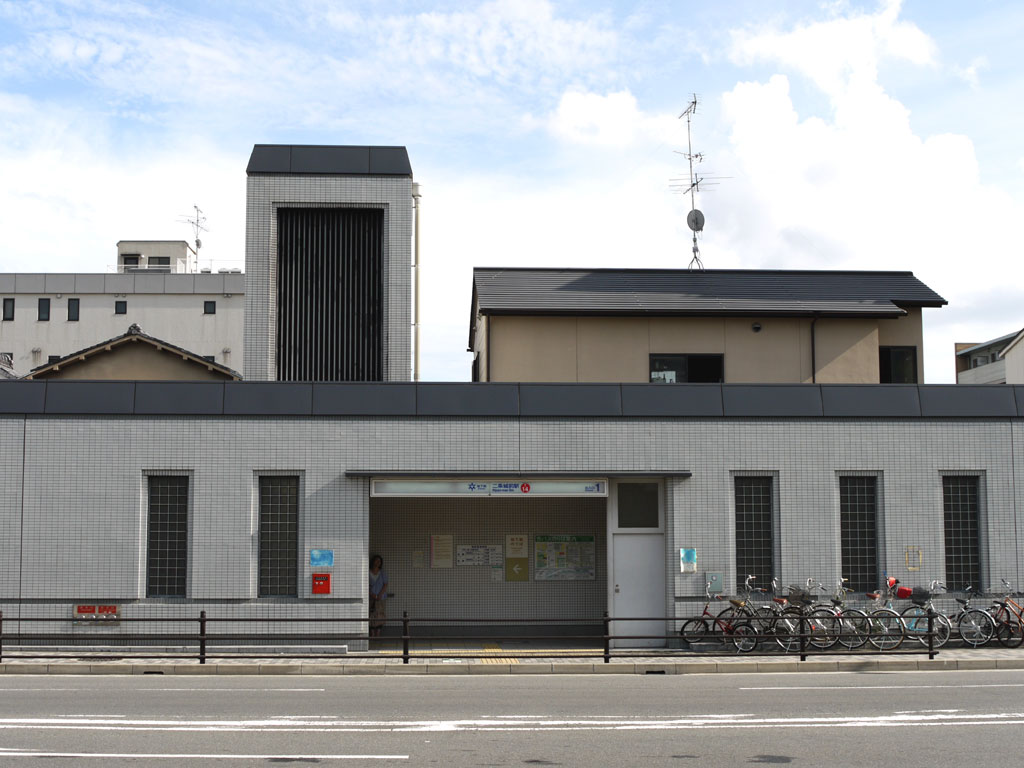
La station Nijōjō-mae.

Les bus du réseau d'autobus de Kyoto (ja) ne passent par sur la rue. Les arrêts les plus proches de la rue sont sur Horikawa-dōri ; les plus importants sont Horikawa-Oike (堀川御池, lignes 9, 12, 15, 50, 67), Horikawa-Sanjō (堀川三条, ligne 9, 12, 50, 67), Shijō-Horikawa (四条堀川, lignes 3, 8, 9, 11, 12, 13, 26, 27, 28, 29, 32, 46, 50, 52, 55, 58, 67, 91, 201, 203, 207, Spécial13), Horikawa-Gojō (堀川五条, lignes 9, 28, 43, 73, 75, 80) et Nanajō-Horikawa (七条堀川, lignes 6, 9, 28, 33, 75, 86, 88, 205, 206, 208, Spécial33).
La station du métro de Kyoto la plus proche est sur Oike-dōri, à deux minutes de marche : Nijōjō-mae (二条城前駅), sur la ligne Tōzai.

## Odonymie
« Iwagami » (岩上) vient du sanctuaire shinto Iwagami-jinja (岩上神社), plus tard renommé Nakayama-jinja (中山神社), qui est situé sur la rue. Le sanctuaire y a été déplacé après la construction du château de Nijō.

## Histoire
Iwagami-dōri n'existait pas à la création de la capitale impériale en 794, et apparaît en 1590 lors du réaménagement territorial de l'ère Tenshō (ja) (天正の地割, Tenshō no jiwari) par Toyotomi Hideyoshi, durant le dernier quart du XVIe siècle,. À la construction du château de Nijō par Tokugawa Ieyasu en 1603, la rue est séparée en deux et la partie sud garde le nom Iwagami-dōri, tandis que la partie au nord hérite du nom Yoshiyamachi-dōri. Avec la construction du château, plusieurs quartiers sont déplacés au sud de la ville, près de Shichijō-dōri (ja) jusqu'à Shiokōji-dōri. Cette partie au sud est ainsi aussi devenue Iwagami-dōri, même si la rue se terminait au début à Matsubara-dōri.

## Patrimoine et lieux d'intérêt

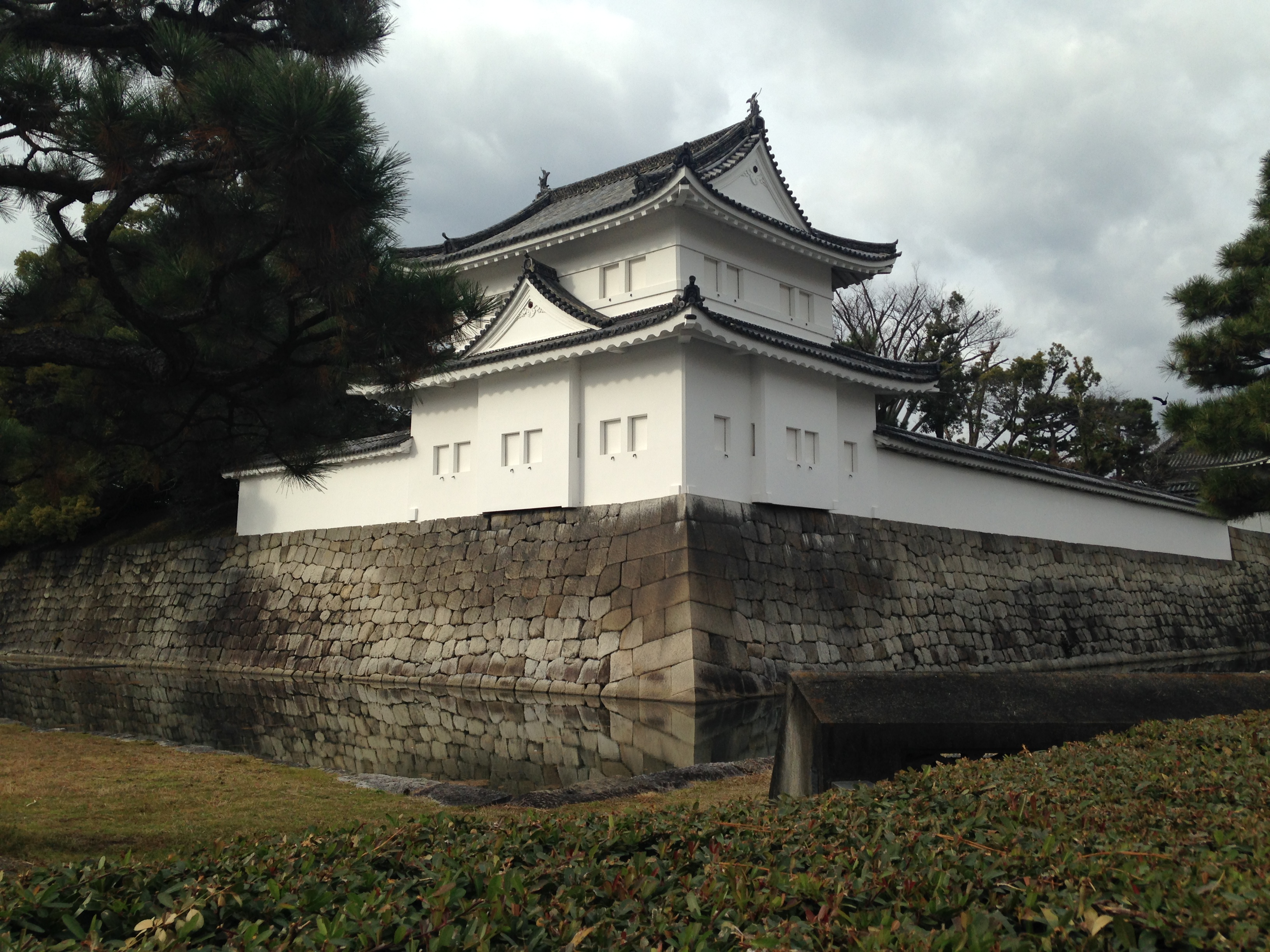
Douves du château de Nijō

Au début de la rue se trouvent les douves sud du château de Nijō.
Au sud de Rokkaku-dōri, avant Takoyakushi-dōri, se trouve l'éponyme Iwagami-jinja devenu Nakayama-jinja (中山神社), dont les eaux bénéfiques ont attiré plusieurs entreprises en faillite. Le dieu enchâssé est Susanoo no mikoto, aussi appelé le « dieu de pierre » (岩上). Entre Manjuji et Gojō se trouve le petit parc Kakimoto (柿本公園), dans le quartier du même nom.